# Kara (Sikh)

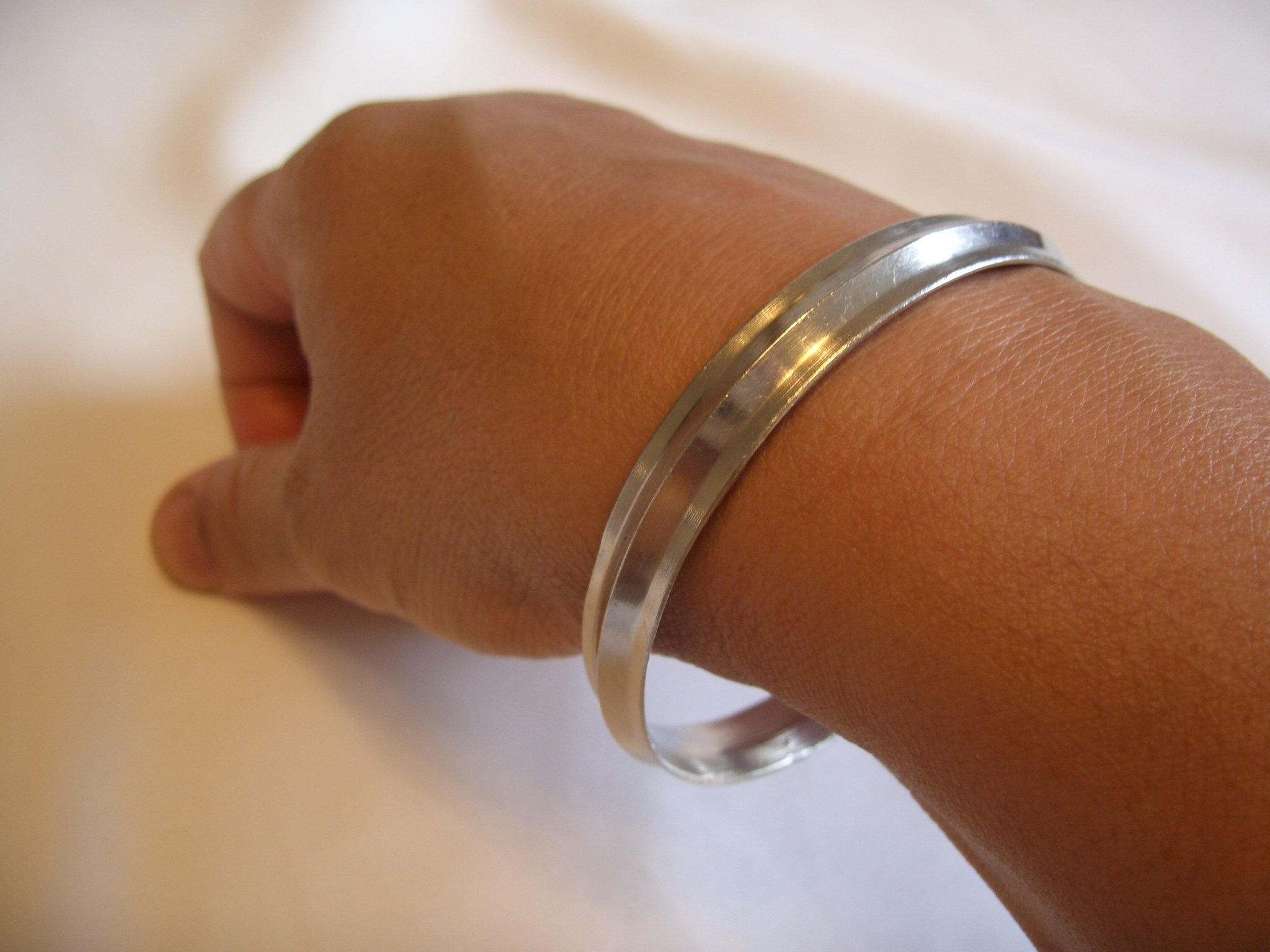
Il kara.

Il kara (in pangiabi orientale ਕੜਾ; in urdu کڑا‎?; in hindī कड़ा) è un braccialetto in acciaio - uno dei Cinque K, attributi che i sikh collegano all'ordine della Khālsā. - che viene dato ai fedeli sikh.
Si tratta di un manufatto carico di valenze sacre, benedetto dal sacerdote sikh del Tempio d'oro di Amritsar. Secondo la leggenda, fu il decimo dei guru Gobind Singh a creare il primo bracciale.